# Arthur M. Sackler
Pour les articles homonymes, voir Sackler.
Arthur Mitchell Sackler, né à Brooklyn le 22 août 1913 et mort le 26 mai 1987, est un psychiatre, entrepreneur américain.
Il commence sa carrière au Creedmoor Psychiatric Center (en) où il acquiert la conviction que les troubles psychiques proviennent d'un déséquilibre chimique dans le cerveau et qu'il devait y avoir une solution médicamenteuse préférable à l'enfermement.
Génie du marketing, il est actif dans la promotion des médicaments (en) via la firme William Douglas McAdam dont il devient propriétaire et qui a parmi ses clients, Roche et Pfizer. Il fait notamment de la publicité pour les premiers benzodiazépines mineurs tel que le Librium et le Valium visant un public plus large que la Thorazine, mais aussi pour des antibiotiques tels que le Terramycin.
Il fait partie de la famille Sackler qui avec ses frères Mortimer et Raymond, fonde le groupe pharmaceutique Purdue Pharma et acquiert en 1952 la société Purdue Frederick Company, fabricant de médicaments du Greenwich Village.
Il est surnommé le « Médicis moderne » par l'expert en arts Thomas Lawton.
D'après sa fille Elizabeth Sackler, historienne de l'art américaine, il n'a joué aucun rôle dans le développement et la commercialisation de l'OxyContin (Crise des opioïdes), ayant revendu ses parts dans la société à ses frères en 1987, neuf ans avant l'introduction de ce médicament en 1996.